# Akiya
Akiya (accadi: 𒆠𒅀, A-ki-ia) va ser rei d'Assur, segon successor de Sulili (que podria ser el seu avi) i successor de Kikkiya (possiblement el seu pare), segons la Llista dels reis d'Assíria. A partir de Sulili, els cinc reis següents no tenen pare conegut. És impossible una datació del seu regnat però no devia ser gaire llunyana del 2000 aC.
El va succeir Puzur-Aixur I, que probablement va establir una nova dinastia.